# Peuceptyelus nigrocuneatus
Peuceptyelus nigrocuneatus — вид полужесткокрылых насекомых из семейства цикад-пенниц.

## Распространение
Распространён на юге Хабаровского края, в Приморском крае и на южных Курильских островах, а также в Японии и Корее.

## Описание
Пенница длиной 6,5—7,5 мм, в общем бурая, со светло-бурыми и тёмно-бурыми не резкими пятнами, иногда бывают заметны косые перевязи от вершины щитка к середины костального края и поперечное пятно позади вершины клавуса. Генитальные пластинки более короткие, с выступом перед вершиной на внешнем крае. Надусиковые кили с двумя гребнями.

## Экология
Встретить можно на елях (Picea), корейском кедре (Pinus koraiensis) и некоторых других хвойных деревьях.